# Emilio Trivini
Emilio Trivini (Dongo, 4 aprile 1938 – Roma, 27 agosto 2022) è stato un canottiere italiano, medaglia d'argento nel quattro con ai Giochi olimpici di Tokyo 1964.

## Biografia
L'equipaggio del quattro con, con cui vinse la medaglia olimpica a Tokyo 1964, era composto anche da Renato Bosatta, Franco De Pedrina, Giuseppe Galante e Giovanni Spinola (timoniere). Lo stesso equipaggio vinse anche il bronzo agli europei dello stesso anno.

## Palmarès
| Anno | Manifestazione     | Sede      | Evento | Risultato | Note  |
| ---- | ------------------ | --------- | ------ | --------- | ----- |
| 1964 | Giochi olimpici    | Tokyo     | 4 con  | Argento   |       |
| 1964 | Campionati europei | Amsterdam | 4 con  | Bronzo    | [ 2 ] |